# Parassitologia vegetale
La Parassitologia vegetale studia i parassiti minori delle piante, cioè gli organismi animali che vivono a spese delle piante ma che rivestono una minore importanza rispetto ai parassiti maggiori, costituiti dagli insetti e dai nematodi e studiati rispettivamente dall'Entomologia agraria e dalla Nematologia. Oggetto della parassitologia vegetale sono gli acari, i molluschi, gli uccelli e i mammiferi dannosi alle piante. 
Gli acari fitoparassiti vivono a spese della pianta ospite succhiandone la linfa e producono vari danni a livello delle foglie e dei frutti. 
I molluschi dannosi alle piante appartengono alla classe dei gasteropodi; in particolare si tratta di chiocciole appartenenti al genere Helix e lumache appartenenti ai generi Limax e Arion e provocano danno rosicchiando le foglie. 
Gli uccelli che provocano danni ai vegetali coltivati appartengono all'ordine dei passeriformi; le specie maggiormente dannose sono il tordo, lo storno e il passero. I danni si verificano in genere a livello dei frutti. 
I mammiferi dannosi alle piante sono principalmente i lagomorfi e i roditori. All'ordine dei lagomorfi appartengono la lepre e il coniglio, mentre i roditori che nelle campagne provocano i maggiori danni alle piante sono il topo selvatico (Apodemus sylvaticus), l'arvicola campestre o topo campagnolo (Microtus arvalis) e l'arvicola agreste (Microtus agrestis), che mangiano con grande voracità bulbi, semi, radici e perfino scorze di alberi giovani.